# Elke Djan
Elke Djan ist eine frühere deutsche Rennrodlerin. Gegen Ende der 1970er und zu Beginn der 1980er Jahre gehörte sie zu den besten Rennrodlerinnen Westdeutschlands.
Elke Djan startete für den RC Berchtesgaden. Sie gehörte 1975 zu den ersten Rennrodlern, die an der CJD Christophorusschulen Berchtesgaden als Schüler des Sportinternats aufgenommen wurden. Erfolgreich war sie bei Junioreneuropameisterschaften. 1977 gewann sie in Igls hinter Andrea Fendt  Silber, 1979 in Krynica-Zdrój hinter Bettina Schmidt und Martina Günl  Bronze, 1980 wurde sie 17. Djan startete in der allerersten Saison die im Rennrodel-Weltcup ausgetragen wurde, und belegte im zweiten jemals ausgetragenen Weltcup-Rennen in Igls bei einem bundesdeutschen Dreifachsieg hinter Andrea Fendt und vor Regina König den zweiten Platz. In der Folgesaison wurde sie in Winterberg hinter Angelika Schafferer nochmals Zweite. 1980 und 1981 gewann sie die Titel bei den Deutschen Meisterschaften. Bei den Rennrodel-Europameisterschaften 1982 auf der Bobbahn Winterberg wurde sie Fünfte.